# Matheus Bonifacio Saldanha Marinho
Matheus Bonifacio Saldanha Marinho (* 18. August 1999 in Uberaba), auch einfach nur Saldanha genannt, ist ein brasilianischer Fußballspieler.

## Karriere
Matheus Bonifacio Saldanha Marinho erlernte das Fußballspielen in den brasilianischen Jugendmannschaften von Grêmio Osasco Audax und dem EC Bahia. Bei Bahia unterschrieb er 2020 auch seinen ersten Vertrag. Der Verein aus Salvador spielte in der ersten Liga, der Série A. Mit dem Verein gewann er 2020 die Staatsmeisterschaft von Bahia. Anfang 2021 wurde er an den japanischen Zweitligisten JEF United Ichihara Chiba nach Ichihara ausgeliehen. Für JEF United absolvierte er 31 Zweitligaspiele. Nach der Ausleihe wurde Saldanha im Januar 2022 fest von JEF United unter Vertrag genommen. Anfang August 2022 wechselte er auf Leihbasis zum chinesischen Erstligisten Chengdu Rongcheng FC. Für den Verein bestritt er 19 Erstligaspiele. Nach der Ausleihe kehrte er nach Japan zurück, um Ende Januar 2023 auf Leihbasis nach Aserbaidschan zum Neftçi Baku zu wechseln. Der Verein aus Baku spielte in der ersten Liga, der Premyer Liqası. Für den Verein bestritt er 17 Erstligaspiele. Hierbei erzielte er fünf Treffer. Nach seiner Rückkehr nach Japan wurde sein Vertrag bei JEF nicht verlängert. Ende Juli 2023 unterschrieb er in Serbien einen Vertrag beim FK Partizan Belgrad. Mit dem Verein aus Belgrad spielte er 28-mal in der ersten Liga, der SuperLiga. Anfang September 2024 zog es ihn nach Ungarn. Hier verpflichtete ihn der Erstligist Ferencváros Budapest.

## Erfolge
EC Bahia
- Staatsmeisterschaft von Bahia: 2020